# Abronia campbelli
El Dragoncito de Guatemala Oriental ( Abronia campbelli ) es una especie de lagartos diploglosos de la familia Anguidae. Es endémico de las montañas de Jalapa, Guatemala. Se pueden encontrar en Potrero Carrillo. Su rango altitudinal oscila entre 1800 y 2200 m s. n. m..

## Estado de conservación
Se encuentra amenazada por la pérdida de su hábitat natural.